# She’s Got a Way with Words
«She’s Got a Way with Words» — третий сингл американского кантри-певца Блейка Шелтона с его десятого студийного альбома If I’m Honest. Сингл был выпущен 6 июня 2016 года. Авторами песни стали Wyatt Earp, Энди Альберт, Марк Бисон.

## Информация о песне
Сингл дебютировал на позиции № 28 в кантри-чарте Hot Country Songs с тиражом в 26,000 копий в первую неделю. Он также дебютировал на позиции № 54 в кантри радио-чарте Country Airplay на следующую неделю после его официального релиза на радио.
Шелтон исполнил свою песню на шоу The Ellen DeGeneres Show today 23 мая 2016 года. Журнал Rolling Stone сообщил, что несмотря на смысловую нагрузку песни в связи с произошедшем недавно бракоразводным процессом певца с Мирандой Ламберт, содержание сочинения было создано другими авторами и ещё до развода двух кантри-звёзд.

## Позиции в чартах
| Чарт (2016)                         | Наивысшая позиция |
| ----------------------------------- | ----------------- |
| Канада (Billboard Canadian Hot 100) | 79                |
| США (Billboard Hot 100)             | 69                |
| США (Billboard Country Airplay)     | 11                |
| США (Billboard Hot Country Songs)   | 10                |
| США (Billboard Radio Songs)         | 46                |